# 2020年加利福尼亞州23號提案
23號提案（英語：Proposition 23，專有名詞縮寫），是美國加利福尼亞州於2020年11月3日提出的一次公投，提案訴求醫療院所進行血液透析療程治療時，至少要有一名專科醫生在治療現場；療程期間醫療院所不能以支付醫療費理由而對患者治療有所差別待遇外，同時禁止醫療院所於病理照護時根據收治病患樣態而有所差異；療程期間所記錄的病理摘要（Summary），醫療院所得定期上呈政府部門彙整。

## 社論
23號提案反對支持者包含美國護理師協會、 加利福尼亞州醫學協會、美國退伍軍人協會等。

## 關聯條目
- 2022年加利福尼亚州29号提案
- 2018年加利福尼亞州8號提案